# Antodice quinquemaculata
Antodice quinquemaculata är en skalbaggsart som beskrevs av Lane 1970. Antodice quinquemaculata ingår i släktet Antodice och familjen långhorningar. Inga underarter finns listade i Catalogue of Life.